# (85216) Schein
(85216) Schein  es un asteroide perteneciente al cinturón de asteroides, descubierto el 24 de septiembre de 1992 por Freimut Börngen y Lutz Dieter Schmadel desde el Observatorio Karl Schwarzschild, en Alemania.

## Designación y nombre
Schein se designó inicialmente como 1992 SL17.
Más adelante fue nombrado en honor al compositor barroco alemán Johann Hermann Schein (1586-1630).

## Características orbitales
Schein orbita a una distancia media del Sol de 2,1435 ua, pudiendo acercarse hasta 1,8340 ua y alejarse hasta 2,4530 ua. Tiene una excentricidad de 0,1443 y una inclinación orbital de 1,1813° grados. Emplea en completar una órbita alrededor del Sol 1146 días.

## Características físicas
Su magnitud absoluta es 16,7.